# Kleiner Usen
Der Kleine Usen (russisch Малый Узень/Maly Usen; kasachisch Сарыөзен/Saryösen/„Gelber Fluss“, selten Кішкене Өзен/Kischkene Ösen/„Kleiner Fluss“) ist ein 638 Kilometer langer Fluss im Südosten des europäischen Teils Russlands sowie im Nordwesten Kasachstans.

## Verlauf
Die natürliche Quelle des Kleinen Usen liegt in etwa 100 m Höhe im äußersten westlichen Teil des Höhenzuges Obschtschi Syrt, wenige Kilometer nördlich der Stadt Jerschow. Unmittelbar im Quellbereich wird dem Fluss über den aus nordöstlicher Richtung kommenden Saratower Kanal Wasser aus dem linken Wolga-Nebenfluss Kleiner Irgis zugeführt. Der Kleine Usen umfließt die Stadt Jerschow westlich und dann zunächst in vorwiegend in südwestlicher, später in südöstlicher Richtung durch die Steppenlandschaften östlich der Wolga. Nach knapp einem Drittel seines Laufes erreicht der Fluss unterhalb des nach ihm benannten Dorfes Maly Usen die Grenze zu Kasachstan, die er auf dem folgenden etwa 100 Kilometern Luftlinie markiert. An mehreren Stellen wird der Fluss durch Staudämme reguliert. Der größte liegt oberhalb des Dorfes Warfolomejewka und bildet auf dem Flussabschnitt entlang der russisch-kasachischen Grenze den gleichnamigen Stausee. Unterhalb des Dorfes Petropawlowka führt vom Stausee ein gut 30 Kilometer langer Kanal zum weiter östlich etwa parallel fließenden Großen Usen, durch den Wasser je nach Bedarf mit Hilfe von Pumpstationen in beiden Richtungen geleitet werden kann.
Nach dem Verlassen der Grenze in Richtung Kasachstan behält der Fluss seine südöstliche Fließrichtung durch die allmählich Züge einer Halbwüste annehmende Landschaft bei. Am Rand der Kaspischen Senke durchfließt er beim Dorf Schangaqasan (kasach. Жаңақазан, russ. Nowaja Kasanka) den Aidyn-See und mündet wenige Kilometer später in den Soraidyn-See im westlichen Teil der abflusslosen Senke der Qamys-Samar-Seen (Қамыс-Самар көлдері; russ. Kamysch-Samarskije-Seen oder Kamys-Samarskije-Seen), in die etwa 20 Kilometer östlich auch der Große Usen mündet. Aus dem Soraidyn-See kann sich das Wasser je nach jahreszeitlich bedingter Menge in ein unübersichtliches, südlich gelegenes, abflussloses Senkengebiet ergießen und dort Salzseen bilden.
Im Mittellauf ist der Fluss auf nicht angestauten Abschnitten stellenweise über 50 Meter breit, im Warfolomejewka-Stausee bis zu 200 Meter. Im Unterlauf erreicht die Breite noch etwa 25 Meter bei einem Meter Tiefe. Die Fließgeschwindigkeit beträgt 0,1 m/s. Bedeutende Nebenflüsse hat der Kleine Usen nicht.
Neben der Stadt Jerschow nahe der Quelle des Kleinen Usen ist die bedeutendste Ortschaft auf dem russischen Abschnitt das Dorf Maly Usen, auf dem kasachischen Abschnitt das Rajonverwaltungszentrum Kastalowka.

## Hydrologie
Das Einzugsgebiet des Flusses umfasst 18.250 km². Der mittlere jährliche Abfluss am Mittellauf beim Dorf Maly Usen beträgt 3,4 m³/s. Im Jahresverlauf ist die Wasserführung stark schwankend; beim Frühjahrshochwasser während der Schneeschmelze wurden maximal 782 m³/s gemessen, wogegen der Fluss in den heißen und trockenen Sommern nur sehr wenig Wasser führt und besonders im Unterlauf austrocknen kann. Von Ende November bis April friert der Fluss zu.
Die Wasserführung ist stark durch menschliche Eingriffe verändert: bereits dem Oberlauf des Kleinen Usen wird aus dem Kleinen Irgis zugeführt. Weiter unterhalb besteht mehrfach Verbindung über Kanäle zum Großen Usen, andere Kanäle führen in teils abflusslose Becken kleinerer Seen. Diese Kanäle dienen der Wasserstandsregulierung und Bewässerung landwirtschaftlicher Nutzflächen.

## Nutzung und Infrastruktur
Der Kleine Usen ist nicht schiffbar.
In erheblichem Umfang wird das Wasser des Kleinen Usen für die Bewässerung landwirtschaftlicher Nutzflächen verwendet, hauptsächlich in Russland, in geringerem Maße auch auf dem kasachischen Abschnitt.
In Quellnähe wird der Kleine Usen westlich der Stadt Jerschow von der Eisenbahnstrecke Saratow – Oral (Uralsk) – Sol-Ilezk sowie der ihr folgenden Regionalstraße 1R236 gekreuzt. Am oberen Mittellauf kreuzt bei den Dörfern Piterka (mit gleichnamiger Bahnstation) und Agafonowka die Bahnstrecke von Krasny Kut nach Nowousensk und Alexandrow Gai am Großen Usen den Fluss und folgt ihm auf einigen Kilometern bis Maly Usen. Diese Strecke wurde bereits 1895 von der Rjasan-Uralsker Eisenbahn als Schmalspurbahn (Spurweite 1000 mm) eröffnet und in den 1920er-Jahren auf Breitspur umgebaut.

## Geschichte
Bei dem am Kleinen Usen im heutigen Kasachstan gelegenen Dorf Qastalowka (russ. Kastalowka, ursprünglich Kasatschja Talowka) wurde 1775 Jemeljan Pugatschow, Anführer des Russischen Bauernkrieges 1773–1775 von Truppen unter Alexander Suworow gefangen genommen.